# Мирослав Брозович
Мирослав Брозович (сербохорв. Miroslav Brozović, 26 серпня 1917, Мостар — 5 жовтня 2006, Мостар) — югославський футболіст, що грав на позиції захисника. По завершенні ігрової кар'єри — тренер.
Виступав, зокрема, за клуб «Граджянскі», а також національну збірну Югославії.
Триразовий чемпіон Югославії. Дворазовий чемпіон Хорватії.

## Клубна кар'єра
У дорослому футболі дебютував 1935 року виступами за команду клубу «Граджянскі», в якій провів десять сезонів.
Протягом 1945—1948 років захищав кольори команди клубу «Партизан». За цей час виборов титул чемпіона Югославії.
Завершив професійну ігрову кар'єру у клубі «Сараєво», за команду якого виступав протягом 1948—1953 років.

## Виступи за збірні
1940 року дебютував в офіційних матчах у складі національної збірної Югославії. Протягом кар'єри у національній команді, яка тривала 9 років, провів у її формі 17 матчів.
У складі збірної був учасником  футбольного турніру на Олімпійських іграх 1948 року у Лондоні, де разом з командою здобув «срібло».

## Кар'єра тренера
Розпочав тренерську кар'єру, ще продовжуючи грати на полі, 1948 року, очоливши тренерський штаб клубу «Сараєво».
Протягом тренерської кар'єри також очолював команду клубу «Желєзнічар».
Останнім місцем тренерської роботи був клуб «Сараєво», головним тренером команди якого Мирослав Брозович був протягом 1969 року.
Помер 5 жовтня 2006 року на 90-му році життя у місті Мостар.

## Титули і досягнення
- Чемпіон Югославії (3):

«Граджянскі»: 1937, 1940
«Партизан»: 1947
- Чемпіон Хорватії (2):

«Граджянскі»: 1941, 1943
- Срібний олімпійський призер: 1948